# Attentato al balipedio di Viareggio
L'attentato al balipedio di Viareggio è un attentato dinamitardo eseguito da uomini della Resistenza Italiana contro il balipedio di Viareggio sotto occupazione delle forze naziste, effettuato il 17 gennaio 1944 intorno alle 10 del mattino. 
L'operazione, che portò alla distruzione del balipedio di Viareggio e alla morte di sette dipendenti dello stesso, fu fatta passare come incidente tramite la fabbricazione di prove false a opera di Ario Papi, al fine di evitare rappresaglie da parte delle truppe naziste. 
Questo evento è stato ripreso anche nel romanzo Il clandestino di Mario Tobino.

## Dinamica dei fatti
Dopo la firma dell’armistizio di Cassibile, il balipedio di Viareggio fu posto sotto il comando tedesco, diventando così un possibile obiettivo della Resistenza Italiana. 
Il colonnello delle Armi Navali Alberto Brofferio, che fu comandante del balipedio dal 1932 al 1935, divenuto critico verso il regime fascista dopo l’alleanza con la Germania, dal 1943 aveva iniziato ad intrattenere rapporti con il Comitato di Liberazione Nazionale diventando referente del Servizio Informazioni della Marina per il governo Badoglio. In seguito diventerà comandante d'una brigata partigiana filomonarchica. Fu lui a progettare un attentato per rendere il balipedio inutilizzabile alle forze d'occupazione. 
La mattina del 17 gennaio 1944, Mario Caccia, attendente di Brofferio, entrò nel balipedio travestito da operaio, mescolandosi ai dipendenti, e riuscì a depositare al suo interno una bomba ad orologeria. Nell’esplosione che ne seguì morirono sette lavoratori del balipedio, tutti italiani: Eliseo Gianni (che peraltro faceva parte del Partito Comunista clandestino), Guido Benedetti, Umberto Benincasa, Giacomo Castellano, Lamberto Cervelli, Orazio Di Stefano e Mario Sartini. Numerose altre esplosioni seguirono la prima. 
Secondo alcune testimonianze, Brofferio stesso, poco prima dell’esplosione, avvertì i civili residenti nella zona più prossima al balipedio di allontanarsi.

## Reazione nazista
Non fu inviata alcuna rivendicazione dell'attentato, peraltro ritenuto prematuro e controproducente da una parte della Resistenza; così i tedeschi, anche in virtù dell'ingente quantitativo di esplosivi e munizioni conservati nel balipedio, ipotizzarono che si fosse trattato di un incidente. 
Assegnarono al chimico e ufficiale di marina Ario Papi il compito di redigere una relazione sulla dinamica e le cause dell'evento e di confermare o meno che si fosse trattato di un incidente, ignorando che anch'egli, ex studente dell'antifascista Giuseppe Del Freo, fosse in contatto con il Comitato di Liberazione Nazionale. 
Nella relazione consegnata ai militari tedeschi, Papi scrisse: "L’esplosione è causata da una reazione avvenuta tra il sodio metallico e l’acqua infiltrata dal soffitto. Una tragica casualità". Questo bastò al comando nazista e non furono avviate rappresaglie sulla popolazione. 
Successivamente Papi lasciò la città e si unì alla brigata partigiana di Marcello Garosi, della quale divenne tenente.